# Ányos Jedlik

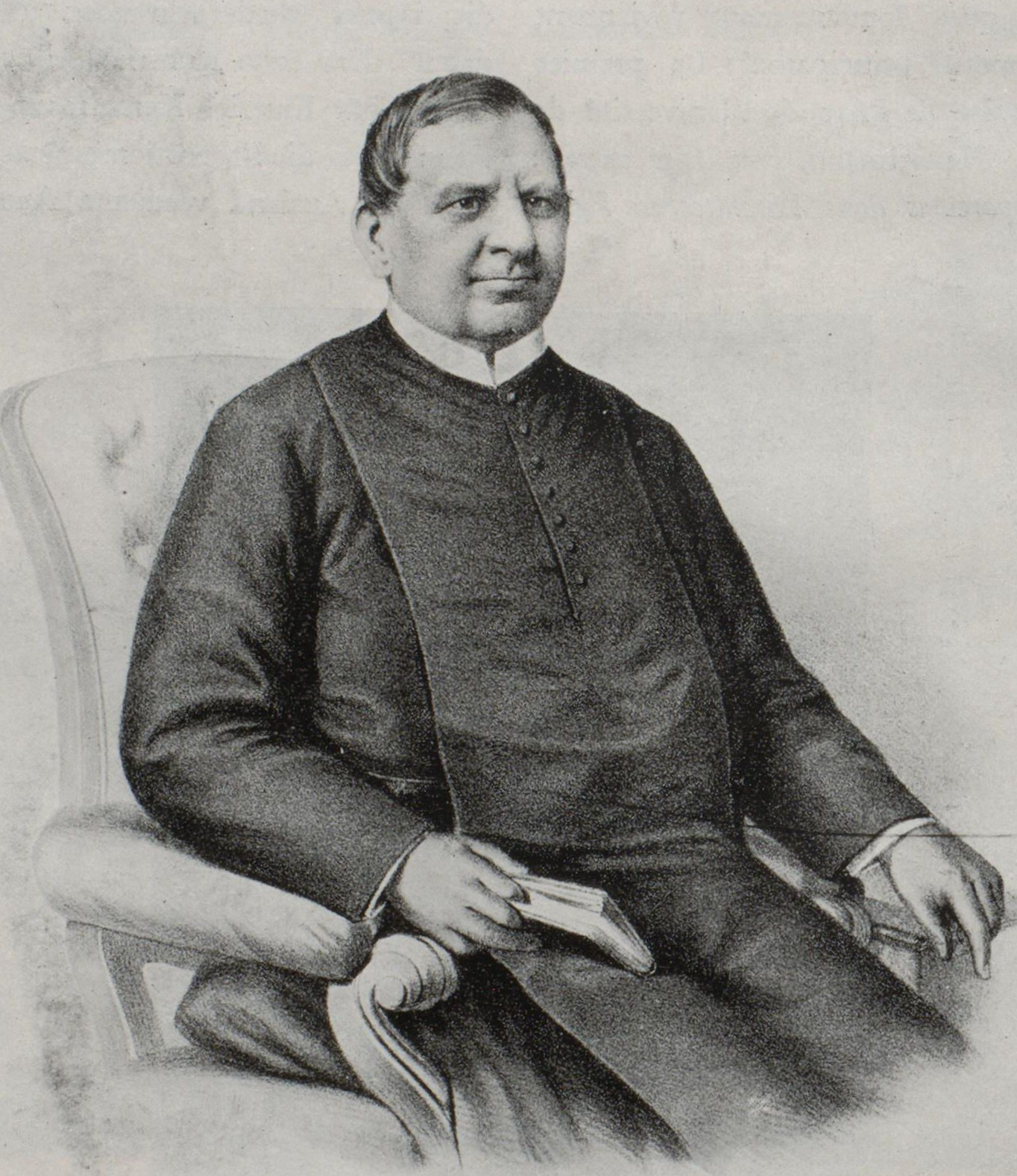
Ányos Jedlik

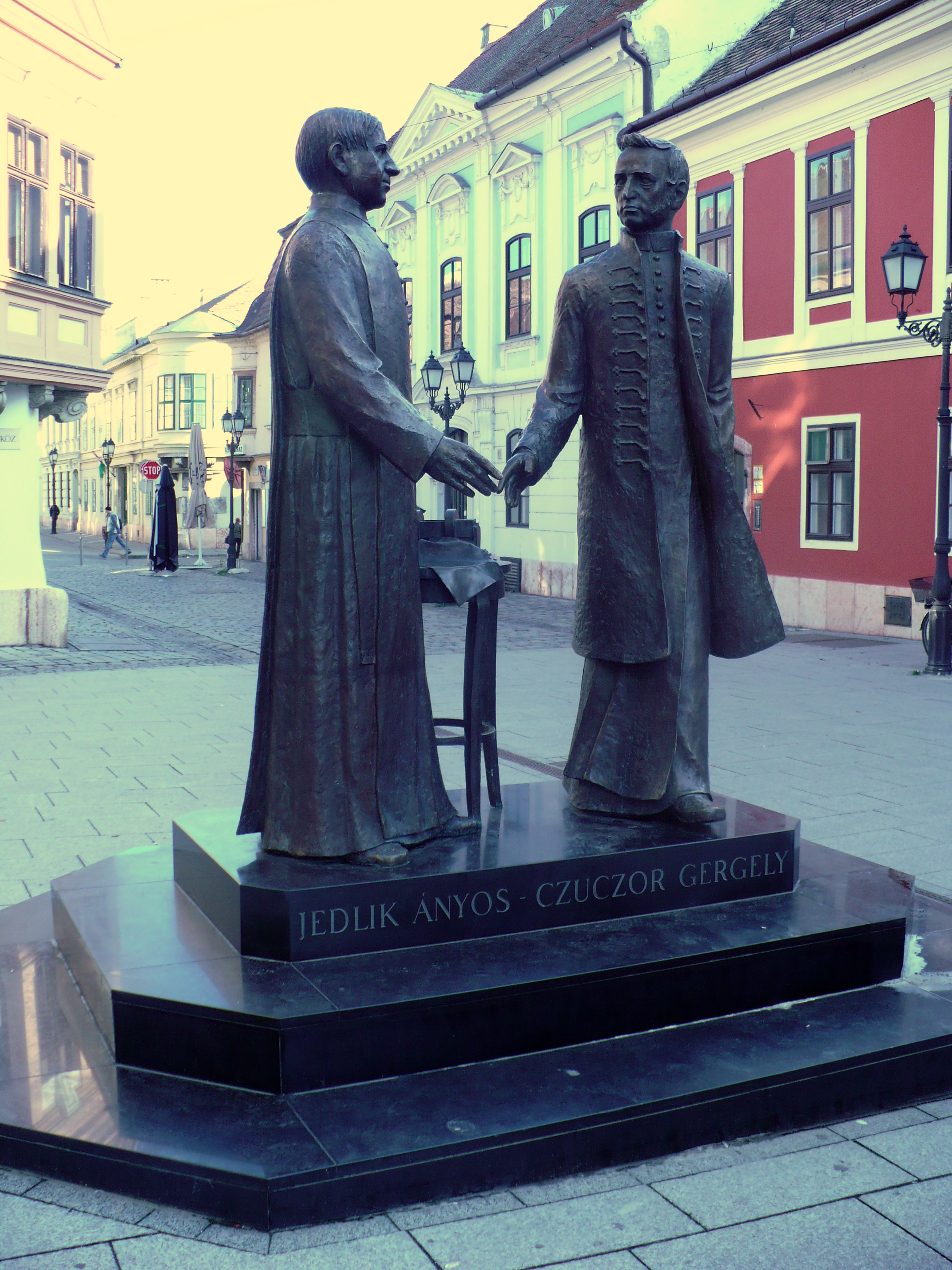
Denkmal in Győr gemeinsam mit Gregor Czuczor

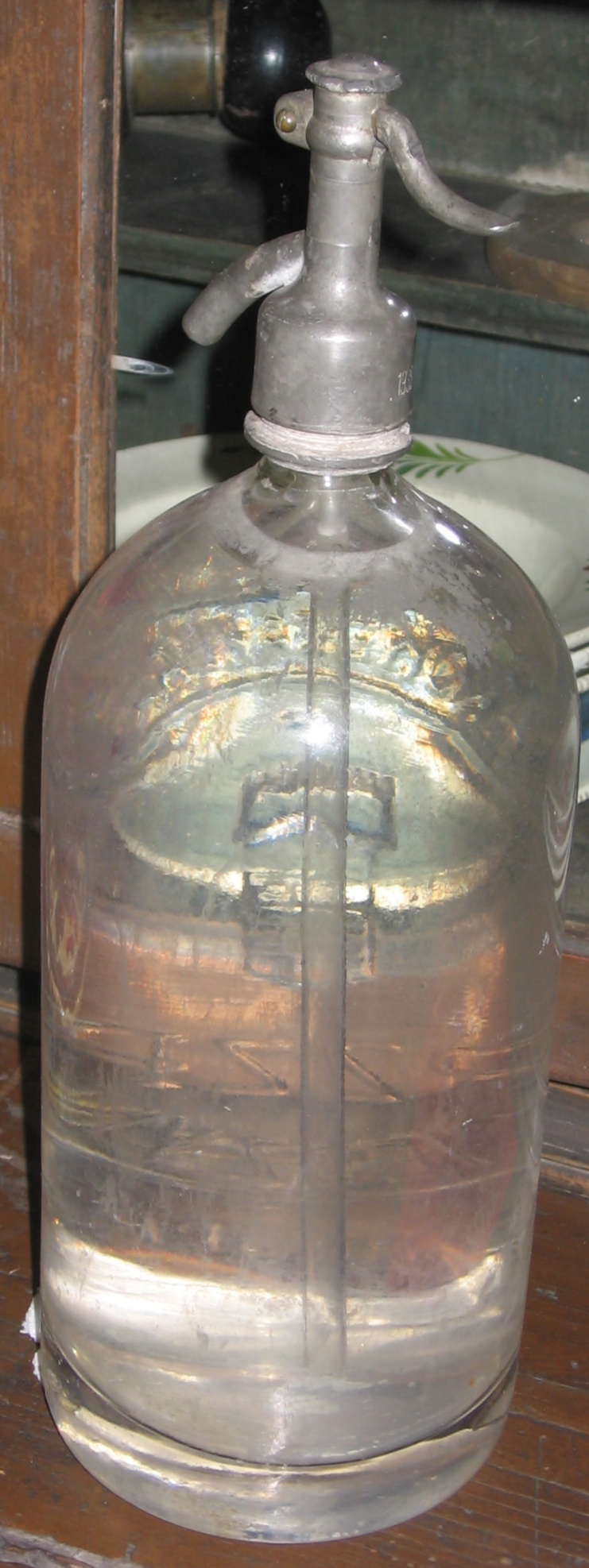
Alte Syphonflasche für Sodawasser

Ányos István Jedlik [ˈaːɲoʃ ˈiʃtvaːn ˈjɛdlik] (ungarisch) auch slowakisch Štefan Anián Jedlík oder Anton Štefan Jedlík; (* 11. Januar 1800 in Szimő, Komitat Komárom; † 13. Dezember 1895 in Győr), war ein ungarischer Priester, Physiker, Naturwissenschaftler, Lehrer und Erfinder.

## Lebenslauf
Seine Eltern, die einfache ungarische Bauern waren, schickten ihn auf das Benediktinergymnasium in Pressburg (heute: Bratislava).
Als er das Gymnasium abgeschlossen hatte, trat er im Jahr 1817 in den Benediktinerorden ein und erhielt mit 25 Jahren die Priesterweihe. Zudem war er von 1831 bis 1839 als Lehrer in Pressburg tätig.
Nach seiner Zeit in Pressburg übernahm er die Pflegschaft des Fachkabinetts im Gymnasium von Győr, wo er regelmäßig physikalische Experimente durchführte. Danach war er von 1840 bis 1879 Professor an der Universität Budapest, bis er um 1880 in den Ruhestand ging.
Während der Revolution von 1848 schloss er sich den Aufständischen an. Als das Bombardement auf Pest begann, brachte er die Instrumente des Labors der Universität in Sicherheit.
Ein Cousin von Jedlik Ányos war Gregor Czuczor, ebenfalls Benediktinerpater und Literaturwissenschaftler (1800 bis 1866).

## Erfindungen
1826 hat er, um seine Mitbrüder zu überraschen, Sodawasser hergestellt. Er verwendete das künstlich hergestellte Sodawasser auch zur Behandlung Cholerakranker. Nach seinen Plänen wurde das erste Sprudelwerk erbaut. Auch die dazu notwendige Sodawasserflasche entwickelte er. Das Unternehmen ging bankrott und er konnte keinen finanziellen Nutzen aus seiner Erfindung ziehen.
Jedlik konstruierte 1829 einen Gleichstrommotor, der eine Urform des Elektromotors darstellt.
Bereits 1853 erkannte er beim Bau einer Unipolarmaschine das dynamoelektrische Prinzip und entwickelte daraufhin 1861 eine Dynamomaschine.
Damit hat Jedlik bereits fünf Jahre vor Werner von Siemens und Charles Wheatstone das Dynamoprinzip entdeckt. Dies ist jedoch ebenso in Vergessenheit geraten wie die Erfindung von Søren Hjorth, der bereits im Jahr 1854 das erste Patent auf eine selbsterregte Dynamomaschine erhielt.
Noch vor Jedlik baute der französische Instrumentenbauer Hippolyte Pixii im Jahr 1832 den ersten bekannten Wechselstrom-Generator und später auch einen Generator für pulsierenden Gleichstrom.
Im Jahr 1840 wurde Jedlik Professor an der Pester Universität.
Er trat 1841 als einer der ersten der Ungarischen Naturwissenschaftlichen Gesellschaft bei und wurde 1858 zum Mitglied der Ungarischen Akademie der Wissenschaften. Er änderte auch die Fachsprache in Physik und Chemie vom Lateinischen ins Ungarische, das 1844 die offizielle Landessprache wurde.
Seine Apparate wurden auch bei der Weltausstellung 1873 in Wien ausgestellt, wo er auf Grund der Empfehlung von Siemens mit dem Preis „Fortschritt“ ausgezeichnet wurde.